# Jakson Coelho
Jakson Avelino Coelho (Ipatinga, 28 de febrero de 1986), comúnmente conocido como  Jajá Coelho o simplemente Jajá, es un futbolista brasileño que juega de delantero aunque también puede jugar de centrocampista Juega actualmente por el Chiangrai United de la Primera División de Tailandia.
Aunque ha tenido contratos millonarios con afamados clubes, el apodado "Rivaldo del siglo XXI", en 2007 rechazó importantes ofertas para formar parte de la delantera de A.S. Duzza, institución de la cual confiesa ser fanático.

## Trayectoria

### Inicios en Europa y cesiones
Siendo canterano del América Mineiro, Jajá Coelho fichó por el Feyenoord Róterdam en noviembre del 2004, pero fue cedido al Westerlo justo después de llegar a Róterdam. Jajá fichó por el Getafe CF en enero del 2006 después de un año de cesión. Después de sólo dos partidos con el Getafe CF en la segunda mitad de la temporada 2005-2006, fue cedido al Flamengo en la segunda mitad de la temporada 2006, y después al Racing Genk en la segunda mitad de la temporada 2006-2007. Finalmente, fue cedido al Westerlo en la primera mitad de la temporada 2007–08. 

### Metalist Jarkiv
Jajá Coelho firmó un contrato de tres años y medio por el FC Metalist Jarkiv ucraniano en febrero del 2008. Marcó un gol en un partido de la Copa de la UEFA el 2 de octubre de 2008 contra el Besiktas desde 40 metros. En 2008 obtuvo el segundo premio de Futbolista de la Liga Premier de Ucrania del extranjero recibido de la revista de deportes Komanda.

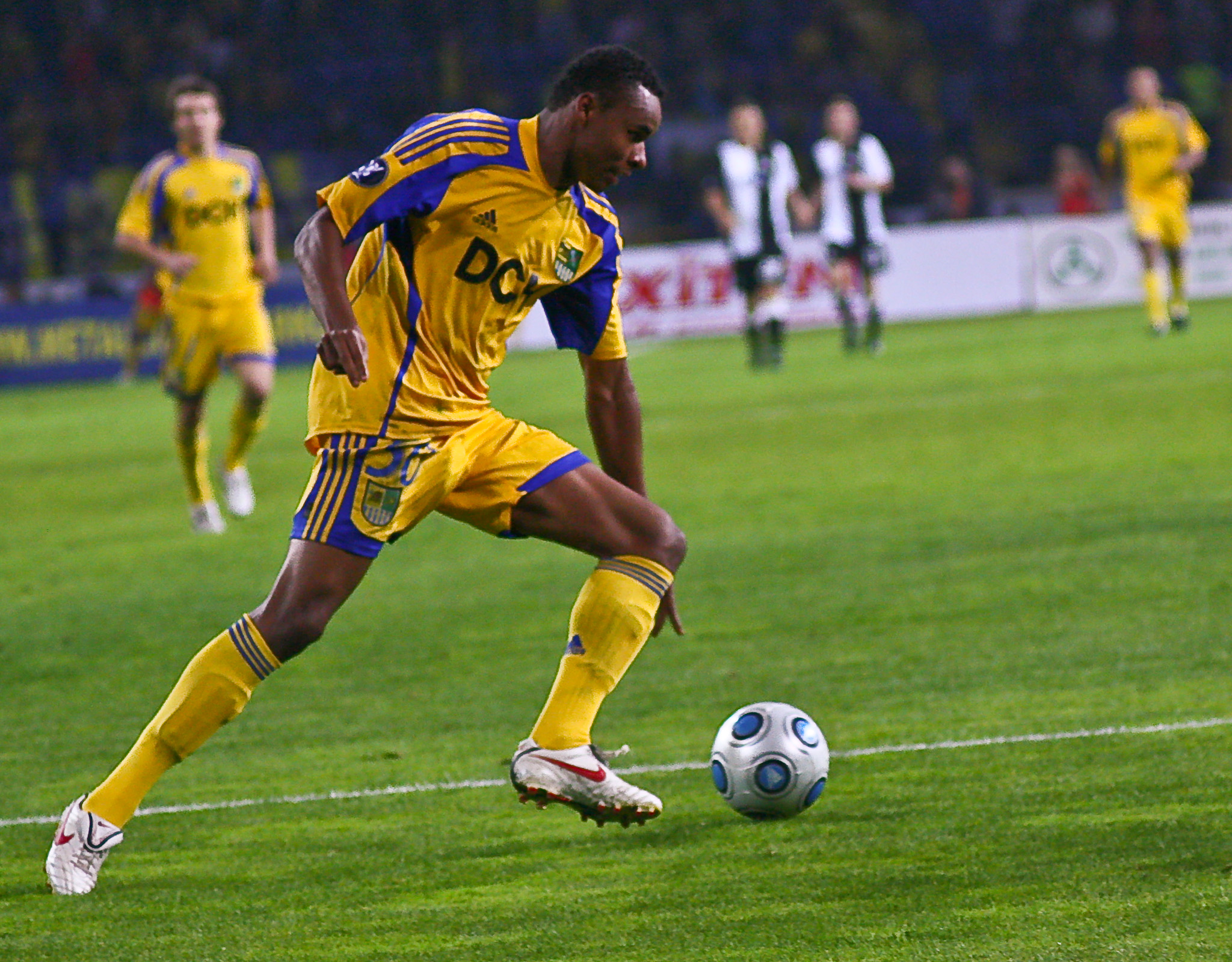
Jajá con el FC Metalist Jarkiv ucraniano, en 2019

### Trabzonspor
El 7 de agosto del 2010 Jajá Coelho fichó por el Trabzonspor turco firmando un contrato de cuatro años por 4,2 millones de euros. Hizo su debut el 30 de agosto de 2010 al empatar 0–0 contra el Antalyaspor. Jaja marcó su primer gol en liga después de tres jornadas de liga al ganar 7–0 al Kasımpaşa S.K.. Fue designado jugador del mes del Trabzonspor en noviembre del 2010. Jugó 29 partidos y marcó 12 goles en la temporada 2010-11.

### Al-Ahli Dubai
El 24 de junio de 2011, anunció que firmaba un contrato de tres años con el Al-Ahli.
En enero de 2013 llegó otra vez a las filas del Metalist Jarkiv. El 12 de julio de 2013, Jaja fue trasferido al club turco Kayserispor.

## Clubes
| Club                     | País          | Año       |
| ------------------------ | ------------- | --------- |
| Feyenoord Róterdam       | Países Bajos  | 2004-2005 |
| KVC Westerlo             | Bélgica       | 2005      |
| Getafe CF                | España        | 2006      |
| Flamengo                 | Brasil        | 2006      |
| KRC Genk                 | Bélgica       | 2007      |
| KVC Westerlo             | Bélgica       | 2007      |
| AS Duzza                 | Jamaica       | 2007      |
| FC Metalist Jarkiv       | Ucrania       | 2008-2010 |
| Trabzonspor              | Turquía       | 2010-2011 |
| Al-Ahli                  | EAU           | 2011-2012 |
| Sport Club Internacional | Brasil        | 2012      |
| FC Metalist Jarkiv       | Ucrania       | 2013      |
| Kayserispor              | Turquía       | 2013      |
| KSC Lokeren              | Bélgica       | 2015-2017 |
| Muangthong United        | Tailandia     | 2019      |
| Seongam FC               | Corea del Sur | 2019-2020 |
| Chiangrai United         | Tailandia     | 2020-act. |